# L'auca del senyor Esteve

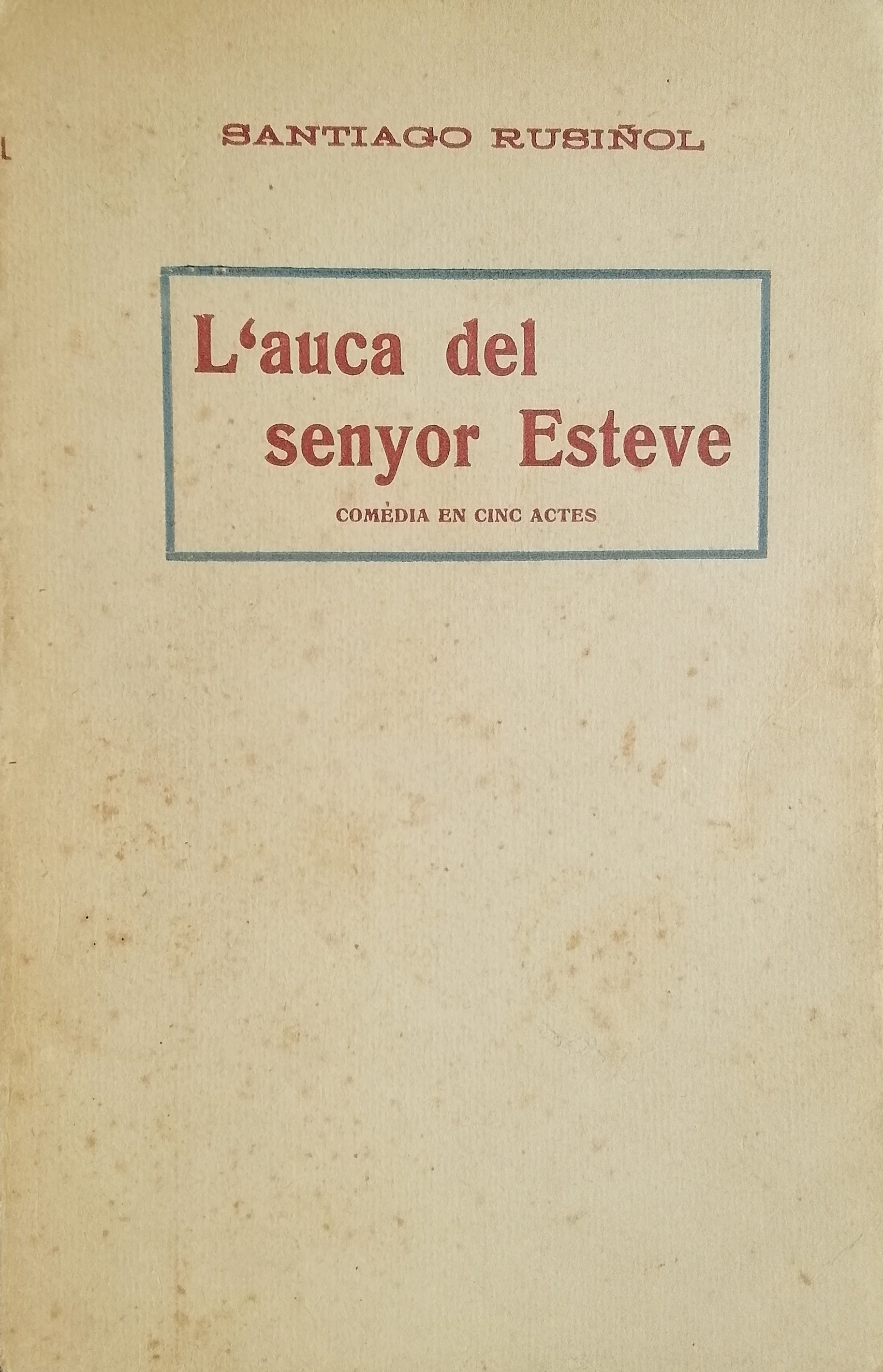
L'auca del senyor Esteve de Santiago Rusiñol, versió teatral, comèdia en cinc actes i deu quadres, publicada a Barcelona cap a l'any 1920

L'auca del senyor Esteve és una novel·la de Santiago Rusiñol publicada el 1907 de la qual l'autor feu posteriorment una versió teatral que s'estrenà amb gran èxit de públic i de crítica el 12 de maig de 1917 al Teatre Victòria de Barcelona.
La novel·la és el resultat de la fusió del quadre de costums del segle xix i de l'auca. Està formada per 27 capítols o fragments sobre tipus i escenes del barri de la Ribera de Barcelona que, paral·lelament, desenvolupen cadascun dels vint-i-set dibuixos de Ramon Casas i els vint-i-set rodolins de Gabriel Alomar. La descripció que fa de la realitat menestral li proporcionà la forma que l'acostà al costumisme.
Aquesta obra permeté a Rusiñol exposar i defensar sintèticament la nova orientació i concepció de les relacions artista-societat que va sorgir durant el Modernisme.

## Estructura i argument
Els vint-i-set capítols de la novel·la s'estructuren en tres parts: la primera descriu el naixement, la infantesa, l'aprenentatge i el casament de l'Estevet en el marc de la fundació i engrandiment del negoci; la segona ens presenta l'Esteve com a model de botiguer i és en aquest ambient de prosperitat que esclata el conflicte amb Ramonet, el fill que vol ser artista i no vol heretar el negoci; la tercera part és la reconciliació entre l'artista i la classe social a la qual pertany.
A la primera part, «L'Estevet», de dotze capítols, i a la segona, «l'Esteve», de vuit capítols, el ritme de l'obra guanya en intensitat narrativa per la diversitat d'escenes que hi apareixen. La tercera part, «El senyor Esteve», de set capítols, té un caràcter més teòric i programàtic, i abraça un àmbit més general tot inserint la història individual i familiar del senyor Esteve en un marc de la societat i de la ciutat de Barcelona.

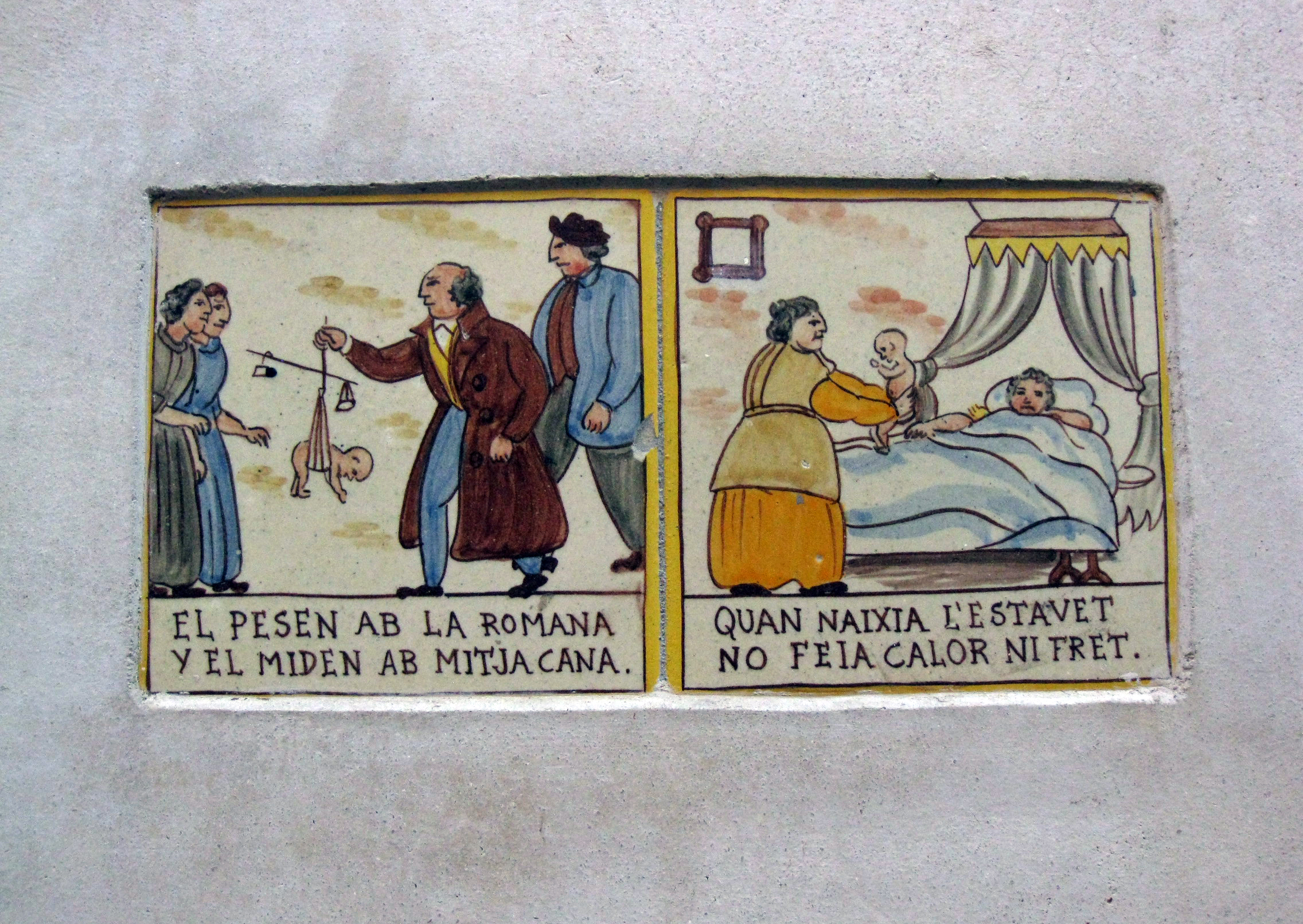
El naixement de l'Estevet
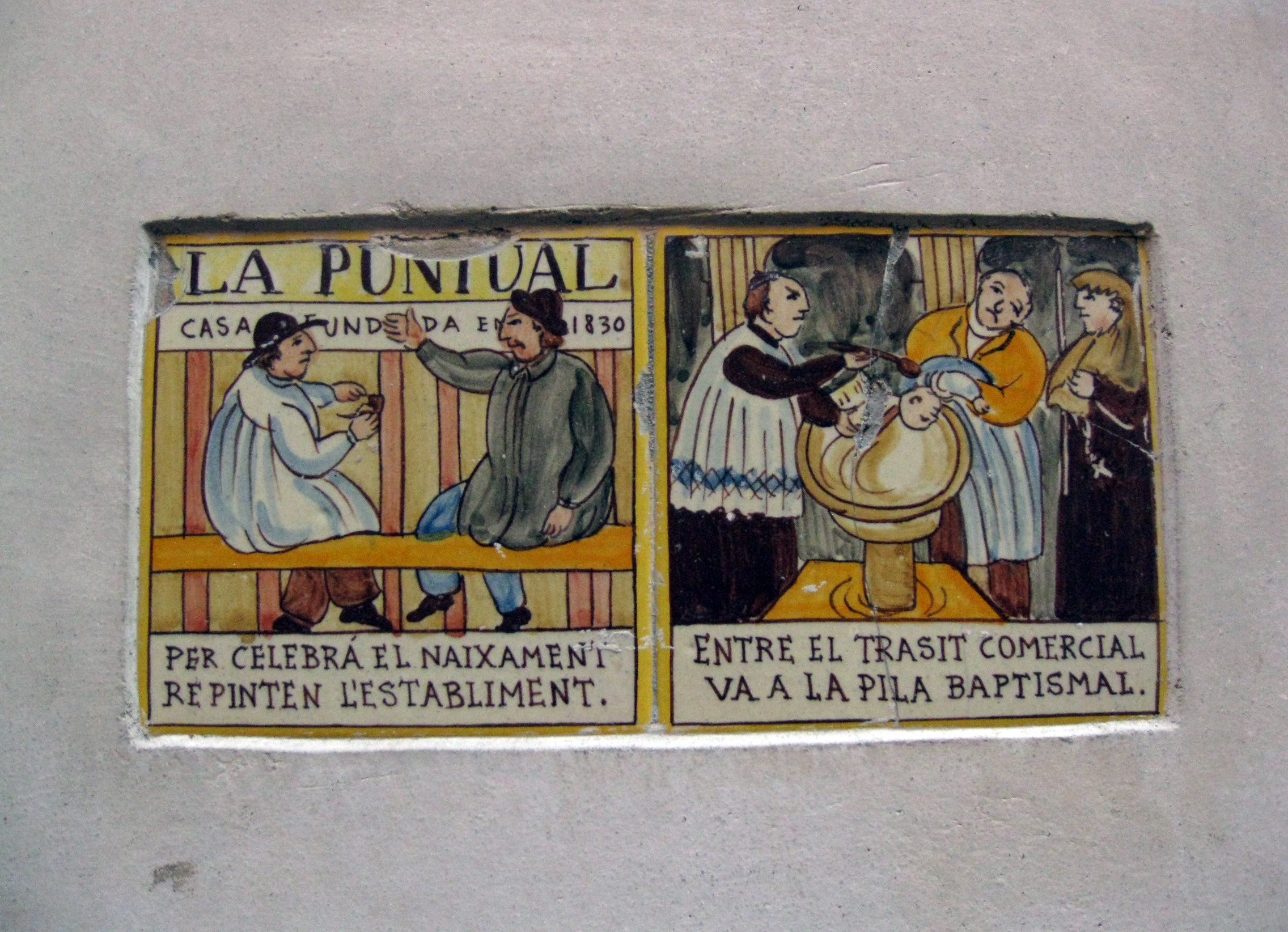
El bateig de l'Estevet
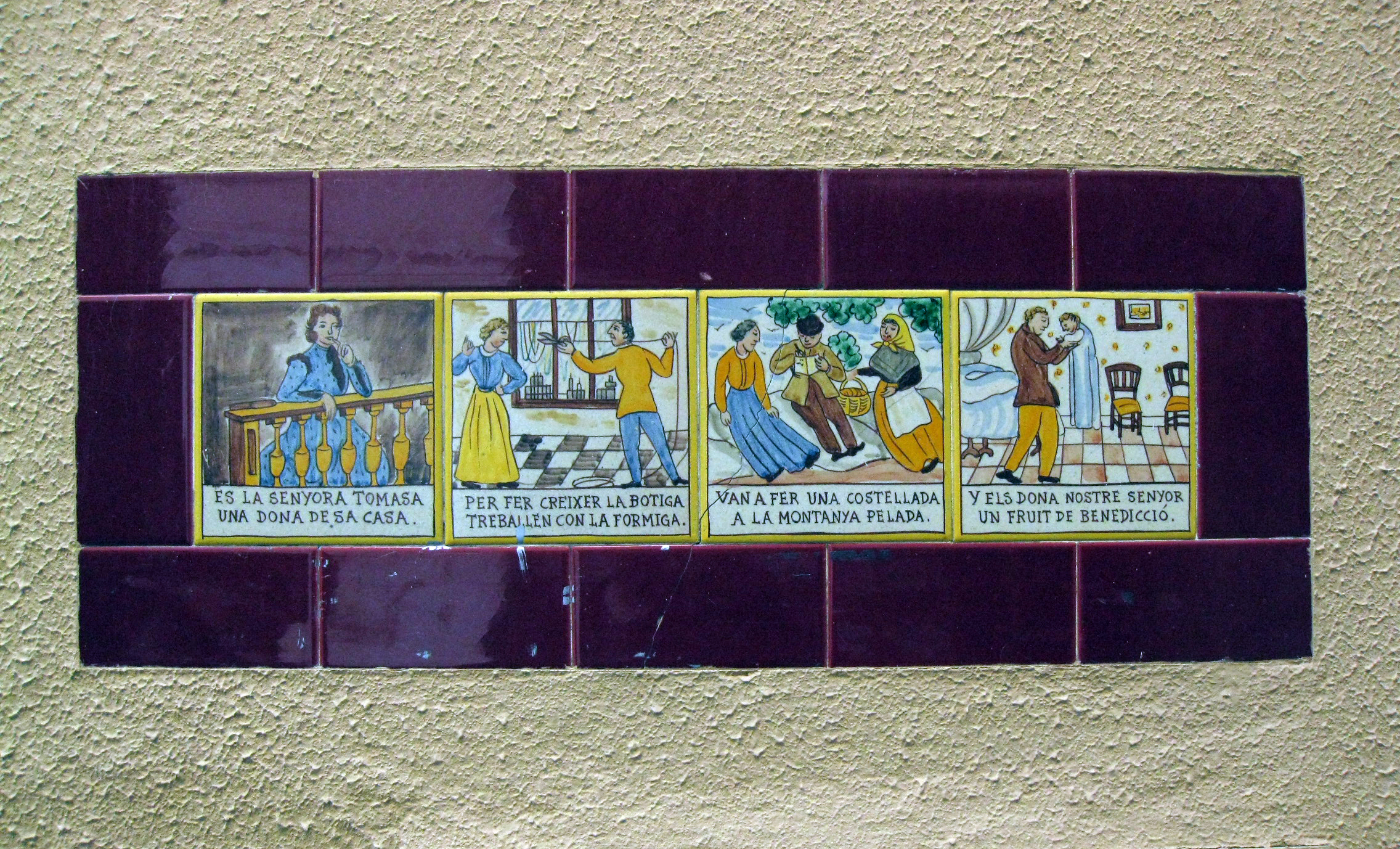
Vida de casat
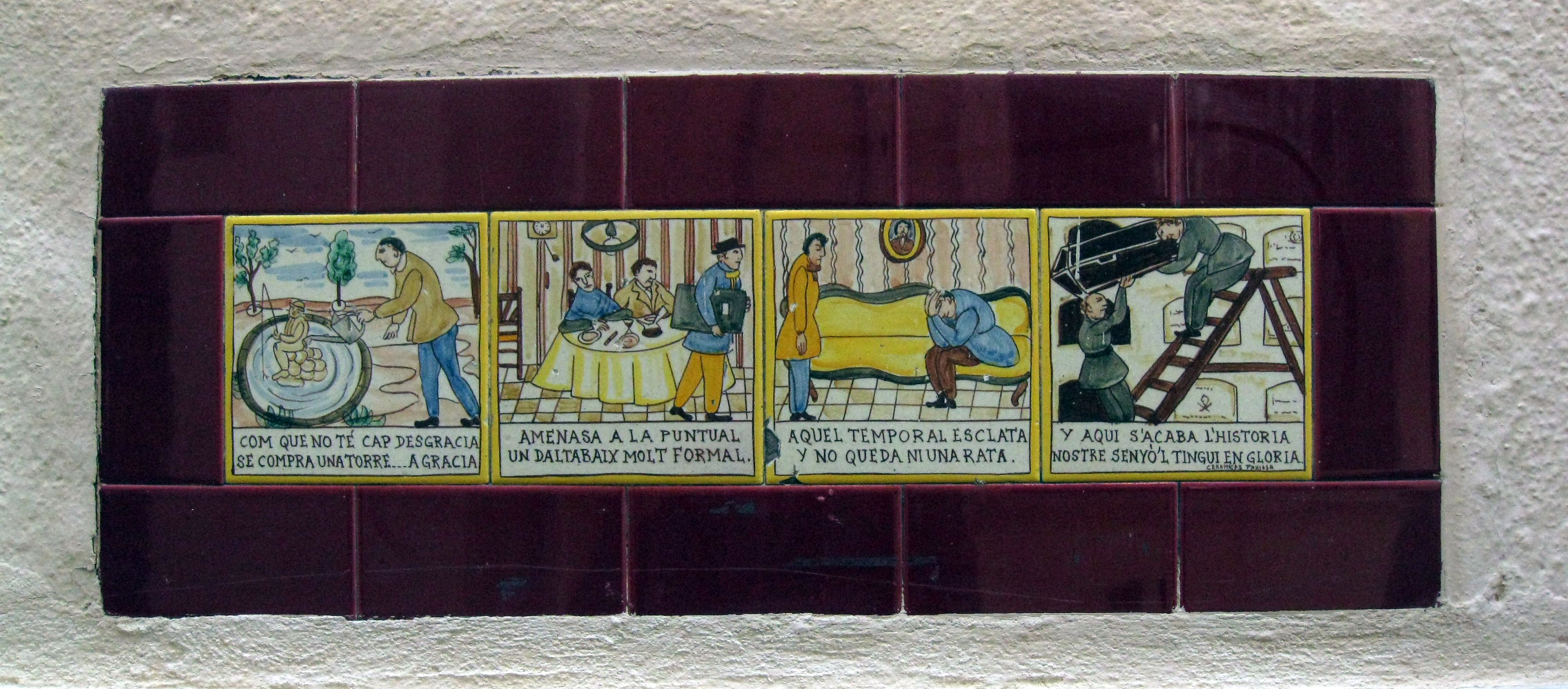
El final del senyor Esteve

## Tema

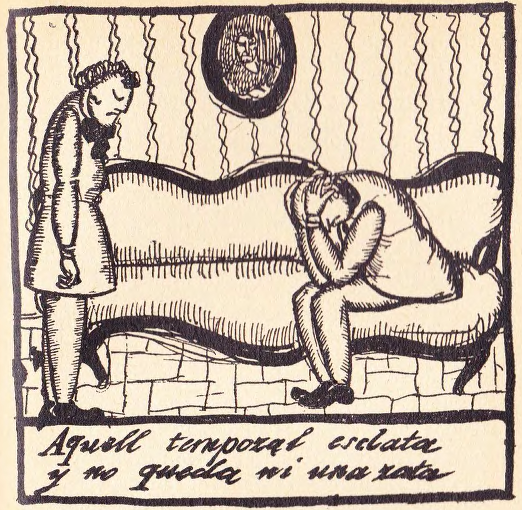
Decepció del senyor Esteve quan s'assabenta que el seu fill Ramonet vol ser artista (il·lustració de Ramon Casas)

L'Auca del senyor Esteve és una obra modernista en la qual es poden veure reflectits tots els valors de la societat d'aquella època. L'eix temàtic és l'enfrontament entre l'artista i la societat, problemàtica que visqué el mateix autor. El missatge de Rusiñol a propòsit de les relacions artista-societat és molt clar: el reconeixement recíproc. D'una banda, l'artista (Ramon) ha d'agrair el suport econòmic de la mateixa classe social; de l'altra, el reconeixement crític i conscient de la burgesia (senyor Esteve) d'estar mancada d'una dimensió espiritual, però també d'haver sabut crear les condicions materials per les quals pot florir l'art professionalment.
La importància històrica d'aquesta obra no rau en el fet que pugui ser més o menys autobiogràfica, sinó en el fet que Rusiñol sap esquematitzar i essencialitzar la funció històrica d'una classe social, la burgesia, en el seu moment més àlgid. El lector pot descobrir una sèrie de valors al voltant de la figura del senyor Esteve que al llarg del s. XIX van configurar la filosofia del sentit comú que aquest personatge encarna: seny, mesura, ordre, honradesa, puntualitat, perseverança... El senyor Esteve esdevé símbol de la classe a la qual pertany, la burgesia catalana, de la mateixa manera que Ramonet esdevé símbol de l'artista modernista.

## Representacions

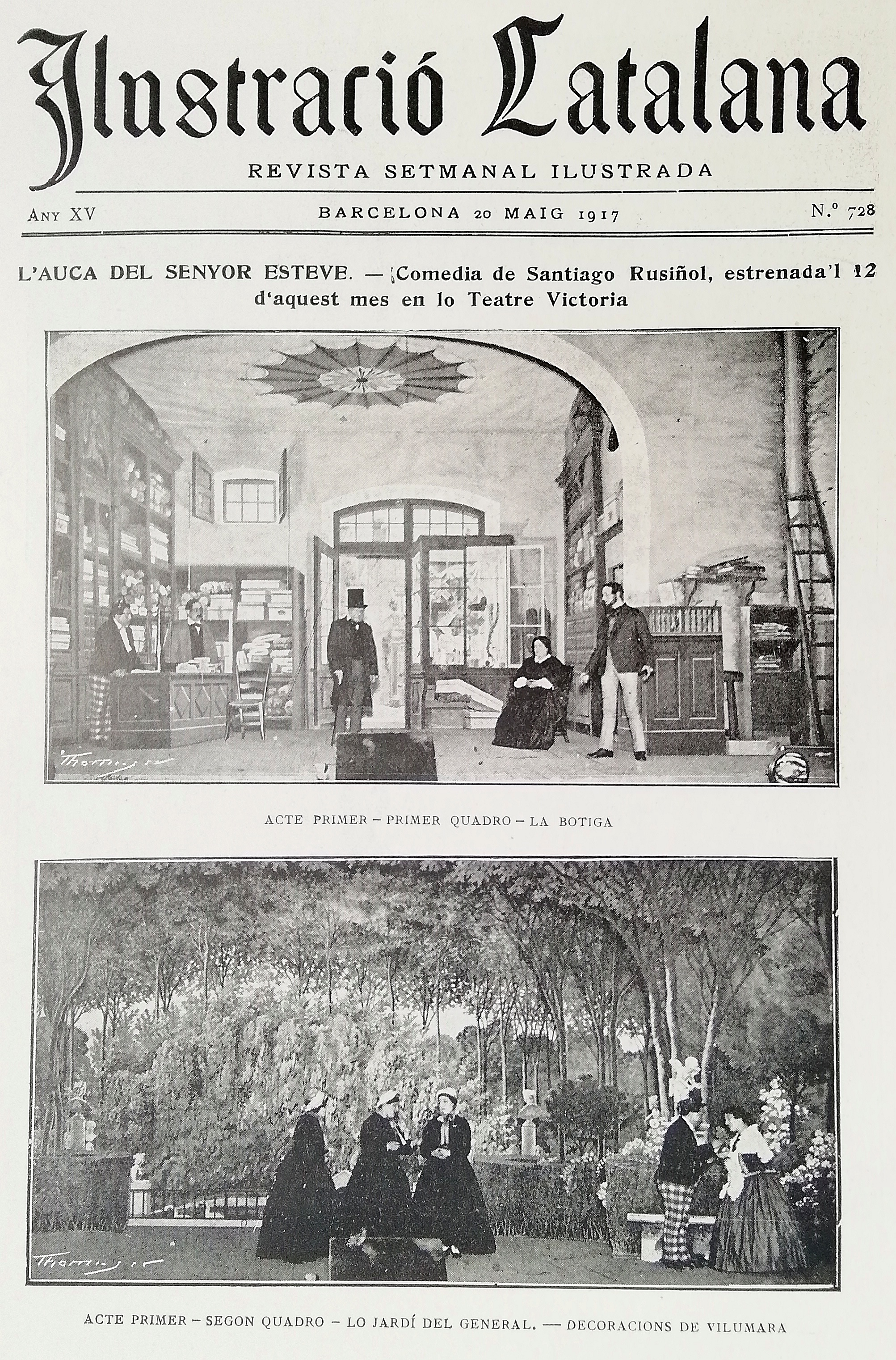
Fotografies de l'estrena de L'auca del senyor Esteve l'any 1917 dins la revista Il·lustració Catalana

L'autor proposà una versió teatral de cinc actes, resultat d'un procés de selecció del contingut de la novel·la que repercuteix en la figura del protagonista que és presentat amb menys ironia i més tendresa. L'obra s'estrenà el 12 de maig de 1917 amb gran èxit de públic i de crítica (que la descrigué com el "més gran èxit del teatre català") al Teatre Victòria de Barcelona. L'obra, dirigida per l'actor, director i empresari teatral Josep Santpere, celebrà les 50 representacions el 18 de juny de 1917 amb una funció a benefici de la "casa de família" de mossèn Pedregosa (a qui Santiago Rusiñol havia dedicat una glossa a L'Esquella de la Torratxa) en la qual participaren de manera activa algunes personalitats del món polític i cultural barceloní de l'època: periodistes de prestigi com Lluís Figuerola, els pintors Meifrén i Mir, els escriptors Julio Camba i Martínez Sierra, l'advocat i polític Amadeu Hurtado i Andreu Audet i Puig, arquitecte municipal i cap de bombers de Barcelona. La representació, tot i que el preu de les entrades s'havia doblat per a l'ocasió, omplí el teatre de gom a gom i tingué un gran ressò en la premsa de l'època. Les representacions es continuaren fent al Teatre Victòria fins a l'1 de juliol i es reprengueren a la tardor al Teatre Novedades, on va seguir gaudint d'un èxit considerable. Entremig de les dues temporades, a l'estiu, L'auca del senyor Esteve es va representar a diversos indrets de la geografia catalana.
Malgrat la repressió que va patir la llengua i la cultura catalana, l'obra es va representar, no sense entrebancs, els anys del franquisme i la Transició. Destaquen les representacions de 1956 al Gran Teatre del Liceu pel grup L'alegria que torna de l'ADB, sota la direcció de Pau Garsaball, el mateix any la de la companyia Orduna al Teatre Romea; el 1966, també al Teatre Romea. La de la companyia Adrià Gual dirigida per Ricard Salvat, el 1978 la del Teatre de l'Envelat al Passeig del Born dirigida per Frederic Roda i Fàbregas i el 1984 l'adaptació de Guillem-Jordi Graells amb direcció de Pere Planella (Zitzània Teatre) al Teatre Grec de Montjuïc.
L'auca del senyor Esteve inaugurà la Sala Gran del Teatre Nacional de Catalunya (TNC) i la seva primera temporada. L'obra es representà de l'11 de setembre del 1997 al 8 de març del 1998 amb posada en escena i dramatúrgia d'Adolfo Marsillach i les interpretacions entre d'altres de Jordi Banacolocha, i Mònica López. L'obra es tornà a representar al TNC del 3 de febrer al 21 de març de 2010 amb dramatúrgia de Pablo Ley i Carme Portacelli que també dirigí aquesta versió de l'obra que fa un salt de 50 anys en el temps situant l'acció en temps del franquisme.

## Adaptacions
L'any 1929 s'estrenà l'adaptació cinematogràfica de L'auca del senyor Esteve dirigida per Lucas Argilés i Ruiz del Valle. El desig dels seus autors era fer una cinta de gran nivell i, per això, van contractar professionals de prestigi. Malgrat això, van rebre poc acolliment per part de la crítica i del públic a causa del seu muntatge antiquat, que feia perdre la gràcia de la rèplica teatral del text de Rusiñol. Rodada íntegrament a Barcelona, els interiors es gravaren en escenaris pintats i els exteriors a la plaça del Pi, santa Maria del Mar i altres indrets de Barcelona. El 1948, Edgar Neville dirigí una nova versió del text de Rusiñol amb el mateix títol. El 1984 Pere Planella i Jaume Santacana dirigiren l'adaptació televisiva de l'obra amb Rafael Anglada i Joaquim Cardona com a protagonistes.

## Exposició
Dins del marc de l'Any Rusiñol Barcelona 2007, es va realitzar una exposició al Museu Frederic Marès que se centrà en L'Auca del senyor Esteve. Una selecció de textos i imatges plasmaren els temes estretament relacionats amb la ciutat i la seva gent, com un passeig literari en un doble format, interactiu i imprès, més una presentació escenogràfica en alguns casos. L'Arxiu Històric de la Ciutat, el mateix Museu Frederic Marès, el Museu Picasso, el Museu d'Història de Catalunya, la Casa Llotja, el Teatre Romea i el Convent de Sant Agustí foren els punts d'aquesta exposició-itinerari que va tenir lloc del 21 de març al 30 de desembre del 2007.